# Psicologia humanista
A psicologia humanista é um ramo da psicologia em geral, e da psicoterapia,  considerada como a terceira força, ao lado da psicanálise e da psicologia comportamental. A psicologia humanista surgiu como uma reação ao determinismo dominante nas outras práticas psicoterapêuticas, ensinando que o ser humano possui em si uma força de autorrealização, que conduz o indivíduo ao desenvolvimento de uma personalidade criativa e saudável.

## Origem
Em 1962, foi fundada a AHP (American Association for Humanistic Psychology), Associação Americana de Psicologia Humanista, que se tornou a força impulsionadora do movimento. Filosoficamente, baseia-se a psicologia humanista sobretudo no humanismo, no existencialismo (Jean-Paul Sartre, Martin Heidegger e Kierkegaard), bem como na fenomenologia (Edmund Husserl e Merleau-Ponty), na filosofia dialógica (Martin Buber) e na autonomia funcional (Gordon Allport). Há correntes baseando-se ainda na Teoria organísmica, do neurologista e psiquiatra Kurt Goldstein. Se desenvolve também através do filósofo e psiquiatra Karl Jaspers, do psiquiatra Ludwig Binswanger e do psiquiatra e psicoterapeuta Medard Boss, que foi amigo e aluno de Heidegger.

## Conceitos
O primeiro teórico a desenvolver uma teoria humanista na psicologia foi Abraham Maslow, com sua pirâmide das necessidades. Suas ideias foram recebidas, mais tarde, por Carl Rogers na sua terapia centrada no cliente, assumindo assim um significado prático. A tese central de Carl Rogers é:
O indivíduo possui possibilidades inimagináveis de compreender-se de modificar os conceitos que tem de si-mesmo, suas posturas e seu comportamento; esse potencial pode ser liberado se a pessoa puder ser trazida a uma situação caracterizada por um clima favorável para o desenvolvimento psíquico".
Os transtornos mentais originam-se, assim, através do bloqueamento do desenvolvimento natural do ser humano por fatores externos.
Uma série de autores, que originalmente não pertenciam à psicologia humanista, desenvolveram abordagens que lhe são muito próximas. Entre eles o fundador da logoterapia Viktor E. Frankl, o psicanalista humanista Erich Fromm, e Fritz Perls, fundador da gestaltoterapia. 
Pressupostos básicos de todas essas linhas são:
- O ser humano é mais do que a soma de suas partes tomadas individualmente;
- ele vive em relações interpessoais;
- ele é um ser consciente e pode desenvolver sua percepção;
- ele pode decidir-se;
- ele comporta-se de maneira intencional.

Atualmente, com suas semelhanças e diferenças, há várias correntes da psicologia identificadas como a Terceira Força em Psicologia Humanista, algumas delas são a Gestalt-terapia, a Psicoterapia centrada na pessoa, o Psicodrama, a Psicologia fenomenológico-existencial, a Psicanálise existencial  e o Daseinsanalyse.